# 伊奈初之丞
伊奈 初之烝（いな はつのじょう、1862年〈文久2年〉 - 1926年〈大正15年〉6月11日）は、尾張国知多郡常滑（現在の愛知県常滑市）出身の実業家。伊奈製陶所（伊奈製陶株式会社、INAXを経て、現在のLIXIL）を経営した。

## 経歴
初代伊奈長三郎（号は長三）は、常滑焼で知られる尾張国知多郡常滑（現在の愛知県常滑市）の陶芸界で名を残し、4代まで伊奈長三郎を襲名した。文久2年（1862年）に生まれた伊奈初之烝は、それまでの伊奈家の家業だった陶芸には興味を向けず、近代的な窯業工場の経営を志向した。5代目伊奈長三郎は伊奈初之烝ではなく弟の伊奈伍助が襲名している。

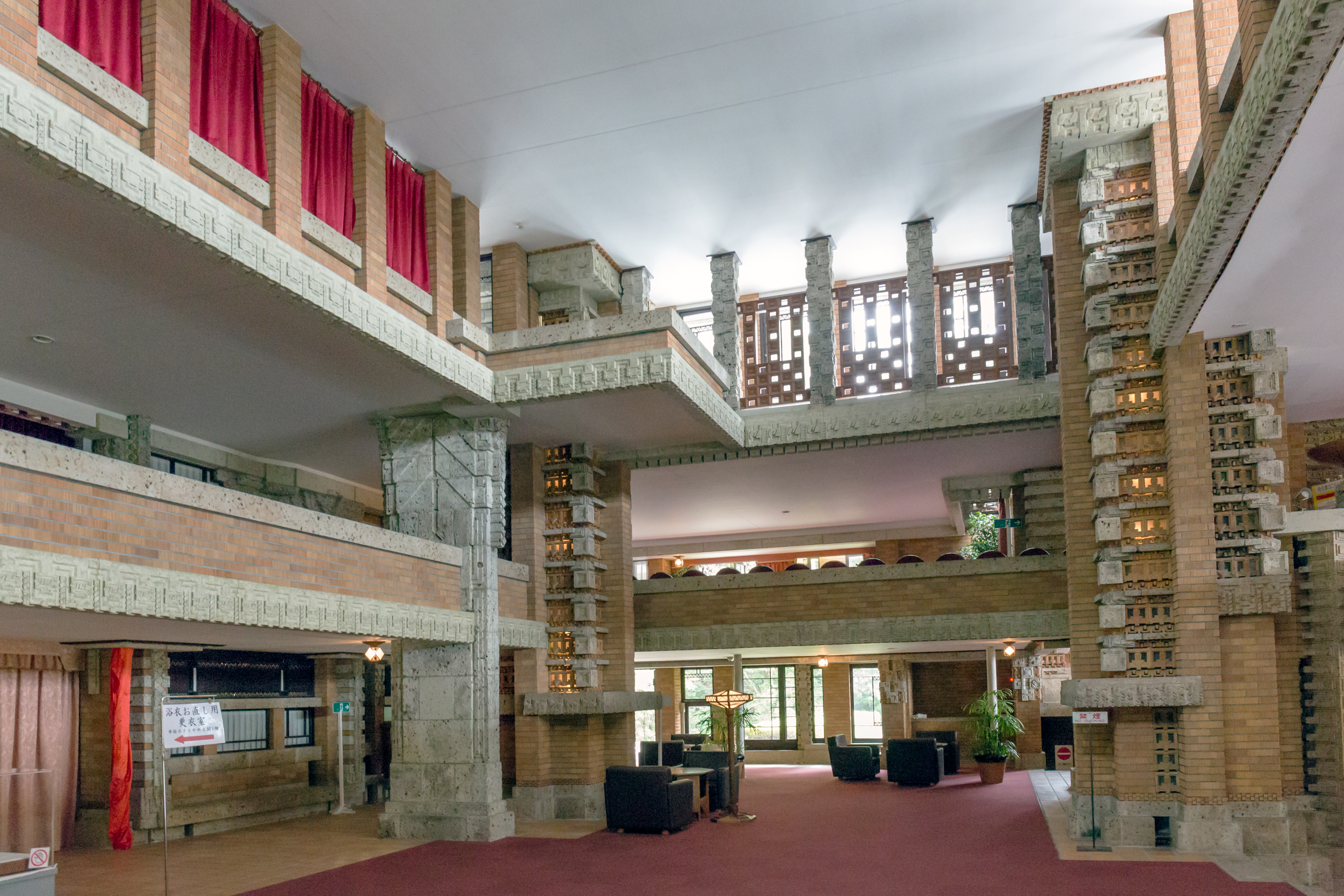
常滑のスクラッチタイルが用いられた帝国ホテルの内部

設立年は定かでないが、伊奈初之烝は個人経営の伊奈製陶所を設立し、商号を「マルハ」として陶管の製造を開始した。明治30年代には電纜管（でんらんかん）の製造も開始し、伊奈製陶所は陶管・電纜管・タイルなどを製造した。
1905年（明治38年）には燃料の節約に効果がある石炭窯と真焼窯の折衷改良窯を創案した。1907年（明治40年）頃にはモザイクタイルの試作を開始し、1910年（明治40年）に名古屋市の鶴舞公園で開催された第10回関西府県連合共進会に出品した。これは初めて日本で公式に発表された陶器モザイクとなった。
1912年（大正元年）には土管製造機を考案し、1916年（大正5年）には乾式タイルの機械製造法を完成させ、同年には帝国ホテルにスクラッチタイルを納入している。神戸の業者を通じて朱泥焼の傘立や花瓶などを輸出し、東洋趣味の動きを見せていたアメリカ合衆国などで評判を得た。
1911年（明治44年）からは伊奈製陶所とは別に、杉江嘉左衛門と常滑梶間口の陶管製造共同工場を経営した。プロペラ式陶管製造機からロール式陶管製造機を発明し、伊奈初之烝名義で「伊奈式土管機」として特許（第24732号）を得ている。ここでは弟の伊奈久太郎が工場長格となり、またやはり弟の伊奈伍助（後の日本陶業社長）が工場作業に関わった。
伊奈初之烝は積極的に製品の国外輸出を行った。神戸市に在住していた弟の竹村愈三郎を通じて取引を行い、雲竜模様を施した朱泥焼の花瓶や傘立を輸出すると、アメリカ合衆国におけるジャポニズムに適合して高評価を受けた。1916年（大正5年）には乾式タイルの製法を確立させ、さらに伊奈製陶所はテラコッタの製造も開始した。伊奈初之烝は2度にわたって常滑陶磁器同業組合長を務め、常滑陶器学校（現在の愛知県立常滑高等学校）の設立にも尽力した。
1912年（明治45年）には長男の伊奈長三郎が東京高等工業学校（東京工業大学を経て、現在の東京科学大学）窯業科を卒業し、伊奈初之烝に代わって個人経営の伊奈製陶所を継いだ。伊奈長三郎は窯業界の重鎮だった大倉和親の援助を受け、1921年（大正10年）5月1日に匿名組合伊奈製陶所を設立し、1924年（大正13年）に伊奈製陶株式会社（INAXを経て、現在のLIXIL）を設立した。伊奈初之烝は1926年（大正15年）6月11日に死去するまで伊奈製陶株式会社の取締役を務めた。

## 伊奈家

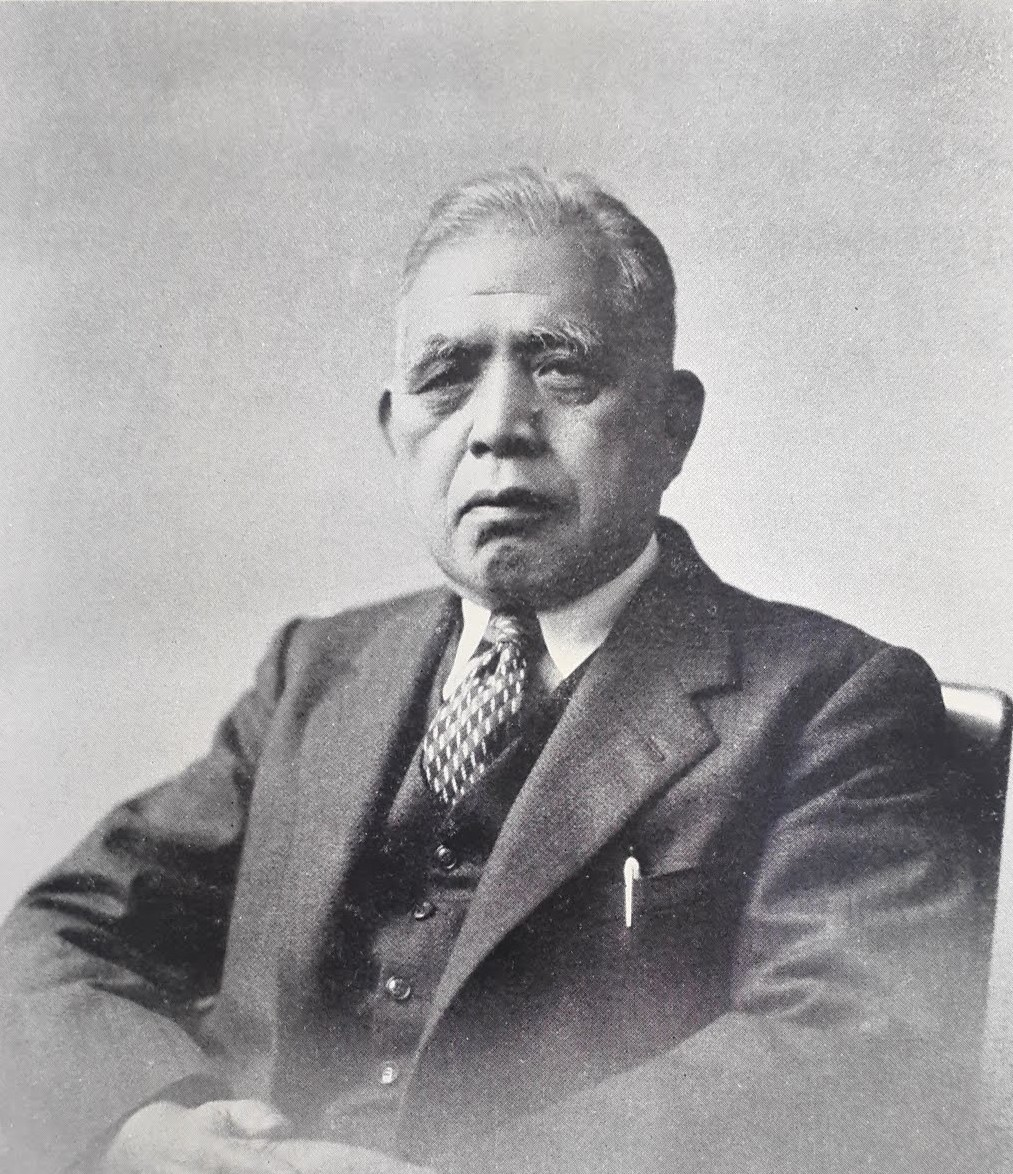
息子の伊奈長三郎

- 初代伊奈長三郎（1744年-1822年） - 常滑の陶工。
  - 2代目伊奈長三郎（1780年-1857年） - 常滑の陶工。
    - 祖父：3代目伊奈長三郎（1818年-1860年） - 常滑の陶工。幼名は鯉江佐重。2代目の養子。
      - 父：4代目伊奈長三郎（1841年-1924年） - 常滑の陶工。3代目の長男。
        - 本人：伊奈初之烝（1862年-1926年） - 家業を陶芸から窯業に転換させた。4代目の長男。
          - 息子：伊奈長三郎（1890年-1980年） - 伊奈製陶社長。常滑市名誉市民。
            - 孫：伊奈輝三（1937年-） - INAX社長・会長[12]。

        - 弟：伊奈久太郎（????年-????年） - 4代目の息子。陶管製造共同工場の工場長。
        - 弟：5代目伊奈長三（1882年-????年） - 4代目の5男。出生名は伊奈伍助。日本陶業の創設者。